# Days (phim)
Days (tên gốc tiếng Trung: 日子) là một bộ phim chính kịch Đài Loan năm 2020 do Thái Minh Lượng đạo diễn. Tác phẩm được chọn để tranh giải Gấu Vàng trong hạng mục tranh giải chính tại Liên hoan phim quốc tế Berlin lần thứ 70, đồng thời cũng giành được Giải Teddy của ban giám khảo tại liên hoan phim này.
Giống như nhiều bộ phim điển hình của Thái Minh Lượng, Days có nội dung tối giản, nhịp độ chậm rãi và không nhiều lời thoại cũng như lời dẫn. Nam diễn viên Lee Kang-sheng thủ vai nhân vật Kang, còn Anong Houngheuangsy đảm nhiệm vai Non. Đây là vai diễn điện ảnh đầu tiên trong sự nghiệp của Houngheuangsy.

## Nội dung
Hiện ra giữa những khoảnh khắc tối giản của cuộc sống thường nhật là một Kang (Lee) trung niên và trung lưu, và một Non (Houngheuangsy) trẻ tuổi. Kang sống một mình, thư giãn trong ngôi nhà lớn với tầm nhìn ra ao cá vàng ở sân sau, còn Non lại sống trong một căn hộ nhỏ không có nhiều tiện nghi. Một ngày của Non bắt đầu bằng việc ngồi cúng trước bàn thờ, sau đó là hoàn thành việc nhà, mà cụ thể là đi rửa rau. Kang đi lên thành phố để tìm nơi điều trị chứng đau đầu và cổ của mình. Sau một buổi châm cứu, anh lên lịch đi massage tại nơi Non làm việc. Kang trả tiền cho Non sau khi kết thúc buổi massage toàn thân, đồng thời tặng anh một món quà là một chiếc hộp nhạc nhỏ. Kang quan sát Non sử dụng chiếc hộp, sau đó mời anh một bữa ăn tại nhà hàng thức ăn nhanh ở gần đó. Sau bữa ăn, hai người tách nhau đi hai lối riêng. Non ngồi xuống một chiếc ghế dài, mở hộp nhạc và chơi lại, tuy nhiên âm thanh phát ra lại bị chìm vào trong tiếng ồn từ đường phố bên ngoài.

## Diễn viên
- Lee Kang-sheng vai Kang
- Anong Houngheuangsy vai Non

## Sản xuất
Công tác quay phim chính bắt đầu từ năm 2014, trong và sau khi Thái Minh Lượng, Lee Kang-sheng, Claude Wang và một nhà quay phim tham dự một chuyến tham quan nhà hát ở châu Âu; theo sau đó là buổi điều trị y tế ở Hồng Kông cho Lee, và cảnh này cũng được xuất hiện trong phim. Cảnh mở đầu của Days được ghi hình tại phòng khách của Thái Minh Lượng ở Đài Loan. Năm 2017, Thái Minh Lượng gặp Houngheuangsy và hai người duy trì liên lạc với nhau thông qua các cuộc gọi video, mà nhờ đó Thái Minh Lượng mới nhận ra tài nấu nướng của Houngheuangsy. Một số cảnh quay trước đó có sự xuất hiện của Lee đã không được sử dụng trong bản cắt cuối cùng. Thái Minh Lượng cũng đến Bangkok để quay phim tại thành phố này, trong đó có phân cảnh Houngheuangsy nấu đồ ăn. Thái Minh Lượng đã thảo luận với nhà quay phim của mình về cách kết hợp các cảnh quay đã thực hiện vào trong một bộ phim hoàn chỉnh. Tác phẩm đã trải qua một thời gian dài để thực hiện công tác hậu kỳ tại Đài Loan. Vào tháng 5 và tháng 6 năm 2019, Thái Minh Lượng thảo luận với người bảo đảm tài trợ của ông từ Dịch vụ Truyền hình Công cộng để có thể hoàn thành phần hậu kỳ cho phim. Trước khi phát hành Days, Thái Minh Lượng có nhắc đến Days nhưng không hề nêu rõ tên bộ phim; ông cho biết mình vẫn làm việc bình thường và không hề có khái niệm gì về việc biến nó thành một bộ phim, và cho biết rằng tác phẩm có sự tham gia của Lee Kang-sheng và một diễn viên khác.

## Giải thưởng
Days được chọn tranh giải Gấu Vàng trong hạng mục tranh giải chính tại Liên hoan phim quốc tế Berlin lần thứ 70., đồng thời cũng giành được Giải Teddy của ban giám khảo tại liên hoan phim này.

## Phát hành
Buổi ra mắt của Days tại Hoa Kỳ dự kiến diễn ra vào tháng 4 năm 2020 tại Bảo tàng Nghệ thuật Hiện đại. Tuy nhiên, buổi công chiếu này đã bị hủy do những tác động của đại dịch COVID-19. Phim dự kiến trình chiếu tại Liên hoan phim New York 2020.